# Elecciones municipales de Costa Rica de 2002
Las elecciones municipales de Costa Rica de 2002 fueron un proceso electoral en el que se eligieron a los diferentes cargos municipales (excepto los regidores): 81 alcaldes, y sus dos vicealcaldes, 8 intendentes, y sus suplentes, 464 síndicos propietarios, y sus suplentes (1 por cada distrito), 1824 concejales propietarios, y sus suplentes (4 por cada distrito) y a los 32 concejales municipales de distrito, y sus suplentes, para el período 2002-2006. Fueron las primeras elecciones municipales realizadas en Costa Rica.
Los niveles de abstencionismo fueron sumamente altos, superando el 77 % de personas que no fueron a votar.

## Resultados[4]

### Alcaldes
| Cantón              | Población | Alcalde electo            | Partido | Partido |
| ------------------- | --------- | ------------------------- | ------- | ------- |
| San José            | 309 672   | Johnny Araya              |         | PLN     |
| Escazú              | 52 372    | Marco Antonio Segura      |         | PLN     |
| Desamparados        | 193 478   | Carlos Alberto Padilla    |         | PLN     |
| Puriscal            | 29 407    | Carlos Araya              |         | PUSC    |
| Tarrazú             | 14 160    | José Rodolfo Naranjo      |         | PUSC    |
| Aserrí              | 57 892    | Mario Morales             |         | PLN     |
| Mora                | 21 666    | Alcides Ovidio Araya      |         | PLN     |
| Goicoechea          | 117 532   | Carlos Luis Murillo       |         | PUSC    |
| Santa Ana           | 48 879    | Ronald Octavio Traña      |         | PUSC    |
| Alajuelita          | 70 297    | Víctor Hugo Echavarría    |         | PUSC    |
| Vázquez de Coronado | 55 585    | Rolando Méndez            |         | PUSC    |
| Acosta              | 18 661    | Ronald Ricardo Durán      |         | PLN     |
| Tibás               | 72 074    | Percy Kenneth Rodríguez   |         | PUSC    |
| Moravia             | 50 419    | Alejandro Hidalgo         |         | PLN     |
| Montes de Oca       | 50 433    | Sonia María Montero       |         | PAC     |
| Turrubares          | 4877      | Roberto González          |         | PUSC    |
| Dota                | 6519      | Mario Enrique Umaña       |         | PLN     |
| Curridabat          | 60 889    | Luz de los Ángeles Retana |         | CSXXI   |
| Pérez Zeledón       | 122 187   | Rosibel Ramos             |         | PUSC    |
| León Cortés Castro  | 11 696    | Sergio Picado             |         | PUSC    |
| Alajuela            | 222 853   | Fabio Molina              |         | PLN     |
| San Ramón           | 67 975    | Osvaldo Vargas            |         | PUSC    |
| Grecia              | 65 119    | Freddy Barrantes          |         | PUSC    |
| San Mateo           | 5343      | Erwen Yanan Masís         |         | PUSC    |
| Atenas              | 22 479    | Wilberth Martín Aguilar   |         | PUSC    |
| Naranjo             | 37 602    | Mario Bolívar Solís       |         | PLN     |
| Palmares            | 29 766    | Mario Alberto Rojas       |         | PUSC    |
| Poás                | 24 764    | Carlos Eduardo Soto       |         | PLN     |
| Orotina             | 15 705    | José Joaquín Peraza       |         | PUSC    |
| San Carlos          | 127 140   | Alfredo Córdoba           |         | PLN     |
| Alfaro Ruiz         | 10 845    | Manuel Enrique Durán      |         | PUSC    |
| Valverde Vega       | 16 239    | Víctor Manuel Rojas       |         | PUSC    |
| Upala               | 37 679    | Juan Bosco Acevedo        |         | PLN     |
| Los Chiles          | 19 732    | Santiago Millón           |         | PLN     |
| Guatuso             | 13 045    | Carlos Luis Corrales      |         | PUSC    |
| Cartago             | 132 057   | Harold Humberto Góngora   |         | PUSC    |
| Paraíso             | 52 393    | Marvin Solano             |         | PAPAR   |
| La Unión            | 80 279    | Guillermo Arturo Zúñiga   |         | PIO     |
| Jiménez             | 14 046    | Jorge Humberto Solano     |         | PLN     |
| Turrialba           | 68 510    | Marvin Gerardo Orocú      |         | PUSC    |
| Alvarado            | 12 290    | Ángel Raquel López        |         | PLN     |
| Oreamuno            | 39 032    | Gerardo Walter Granados   |         | PUSC    |
| El Guarco           | 33 788    | Luis Rafael Flores        |         | PUSC    |
| Heredia             | 103 894   | Javier Carvajal           |         | PUSC    |
| Barva               | 32 440    | Omar Enrique Trigueros    |         | PUSC    |
| Santo Domingo       | 34 748    | Erika Lizette Linares     |         | PLN     |
| Santa Bárbara       | 29 181    | Luis Paulino Rodríguez    |         | PUSC    |
| San Rafael          | 37 293    | Jorge Isaac Herrera       |         | PLN     |
| San Isidro          | 16 056    | Elvia Dicciana Villalobos |         | PLN     |
| Belén               | 19 834    | Víctor Manuel Víquez      |         | PLN     |
| Flores              | 15 038    | Marvin Murillo            |         | PUSC    |
| San Pablo           | 20 813    | Aracelly Salas            |         | PUSC    |
| Sarapiquí           | 57 147    | Pedro Rojas               |         | PLN     |
| Liberia             | 46 703    | Ricardo Adolfo Samper     |         | PLN     |
| Nicoya              | 42 189    | Bernardo Vargas           |         | PLN     |
| Santa Cruz          | 40 821    | Pastor Gómez              |         | PUSC    |
| Bagaces             | 15 972    | Guillermo Aragón          |         | PUSC    |
| Carrillo            | 27 306    | José María Guevara        |         | PUSC    |
| Cañas               | 24 076    | Gilberto Jerez            |         | PLN     |
| Abangares           | 16 276    | Víctor Julio Cabezas      |         | PUSC    |
| Tilarán             | 17 871    | Jovel Arias               |         | PUSC    |
| Nandayure           | 9985      | Luis Gerardo Rodríguez    |         | PGI     |
| La Cruz             | 16 505    | Junnier Alberto Salazar   |         | PUSC    |
| Hojancha            | 6534      | Juan Rafael Marín         |         | PLN     |
| Puntarenas          | 102 504   | Omar Obando               |         | PUSC    |
| Esparza             | 23 963    | Dagoberto Venegas         |         | PUSC    |
| Buenos Aires        | 40 139    | Giovanni Fallas           |         | PUSC    |
| Montes de Oro       | 11 159    | Álvaro Jiménez            |         | PLN     |
| Osa                 | 25 861    | José Gabriel Villachica   |         | PUSC    |
| Aguirre             | 20 188    | Alex Max Contreras        |         | PUSC    |
| Golfito             | 33 823    | Mauricio Alvarado         |         | PUSC    |
| Coto Brus           | 40 082    | Gerardo Wilson Chaves     |         | PUSC    |
| Parrita             | 12 112    | Ramón Fernando Godínez    |         | PUSC    |
| Corredores          | 37 274    | Augusto César Moya        |         | PUSC    |
| Garabito            | 10 378    | Luis Fernando Villalobos  |         | PUSC    |
| Limón               | 89 933    | Róger Mainor Rivera       |         | PUSC    |
| Pococí              | 103 121   | Manuel Hernández          |         | PUSC    |
| Siquirres           | 52 409    | Miguel Gerardo Quirós     |         | PUSC    |
| Talamanca           | 25 857    | Rugeli Morales            |         | PUSC    |
| Matina              | 33 096    | Rodrigo Gómez             |         | PRC     |
| Guácimo             | 34 879    | Gerardo Fuentes           |         | PLN     |

### Por partido
| Partido                   | Partido                           | Votos     | %      | Alcaldes |
| ------------------------- | --------------------------------- | --------- | ------ | -------- |
|                           | Partido Unidad Social Cristiana   | 188,612   | 36,72  | 47       |
|                           | Partido Liberación Nacional       | 168,410   | 32,78  | 28       |
|                           | Partido Acción Ciudadana          | 65,968    | 12.84  | 1        |
|                           | Partidos cantonales               | 30,273    | 5.77   | 2        |
|                           | Movimiento Libertario             | 20,655    | 4.02   | 0        |
|                           | Renovación Costarricense          | 15,497    | 3.02   | 1        |
|                           | Fuerza Democrática                | 6,606     | 1.29   | 0        |
|                           | Partido Independiente Obrero      | 4,904     | 0.95   | 1        |
|                           | Coalición Cambio 2000             | 4,272     | 0.83   | 0        |
|                           | Rescate Nacional                  | 3,488     | 0.68   | 0        |
|                           | Partido Integración Nacional      | 3,119     | 0.61   | 0        |
|                           | Partido Guanacaste Independiente  | 1,259     | 0.25   | 1        |
|                           | Partido Acción Laborista Agrícola | 569       | 0.11   | 0        |
|                           | Partido Unión Agrícola Cartaginés | 532       | 0.10   | 0        |
|                           | Partido Unión General             | 96        | 0.02   | 0        |
|                           |                                   |           |        |          |
| Votos válidos             | Votos válidos                     | 496.292   | 96.63  |          |
| Votos en blanco           | Votos en blanco                   | 5 028     | 0.95   |          |
| Votos nulos               | Votos nulos                       | 12 940    | 2.42   |          |
| Total                     | Total                             | 514,260   | 100.00 | 81       |
| Registrados/Participación | Registrados/Participación         | 2,331,459 | 22.80  |          |
|                           |                                   |           |        |          |
| Fuente                    |                                   |           |        |          |

### Por provincia
| Provincia   | PUSC %   | PLN % | PAC % | Cantonales % | ML %  | PRC % | FD % | PIO % | CC2000 % | PRN % | PIN % |      |
| ----------- | -------- | ----- | ----- | ------------ | ----- | ----- | ---- | ----- | -------- | ----- | ----- | ---- |
| Provincia   | San José | 29.90 | 35.12 | 13.57        | 12.50 | 3.66  | 1.05 | 1.36  | 1.46     | 0.82  | 0.25  | 0.31 |
| Alajuela    | 39.04    | 38.79 | 11.46 | 1.26         | 2.77  | 1.30  | -    | -     | 1.03     | 2.74  | 1.61  |      |
| Cartago     | 37.35    | 31.03 | 14.43 | 7.75         | 1.52  | -     | 3.06 | 4.58  | -        | -     | 0.28  |      |
| Heredia     | 34.33    | 34.07 | 17.65 | 3.69         | 3.74  | 4.08  | -    | 0.35  | 0.36     | -     | 1.73  |      |
| Guanacaste  | 42.84    | 29.13 | 11.97 | 3.41         | 3.00  | 7.06  | 2.07 | -     | 0.36     | 0.16  | -     |      |
| Puntarenas  | 46.07    | 24.96 | 11.94 | 3.43         | 8.63  | 2.75  | 1.44 | -     | 0.78     | -     | -     |      |
| Limón       | 36.11    | 24.68 | 9.19  | 4.72         | 7.40  | 13.06 | 2.12 | -     | 2.72     | -     | -     |      |
| Total       | 36.72    | 32.78 | 12.84 | 6.26         | 4.02  | 3.02  | 1.29 | 0.95  | 0.83     | 0.68  | 0.61  |      |
| Fuente: TSE |          |       |       |              |       |       |      |       |          |       |       |      |

### Síndicos y concejales
| Síndicos   | Síndicos   | Síndicos | Síndicos | Síndicos |
| ---------- | ---------- | -------- | -------- | -------- |
|            |            |          |          |          |
| PUSC       | PUSC       |          | 49.24 %  | 49.24 %  |
| PLN        | PLN        |          | 41.47 %  | 41.47 %  |
| PAC        | PAC        |          | 3.02 %   | 3.02 %   |
| Cantonales | Cantonales |          | 3.02 %   | 3.02 %   |
| ML         | ML         |          | 0.86 %   | 0.86 %   |
| PRC        | PRC        |          | 0.86 %   | 0.86 %   |
| PIO        | PIO        |          | 0.86 %   | 0.86 %   |
| C2000      | C2000      |          | 0.22 %   | 0.22 %   |
| PIN        | PIN        |          | 0.22 %   | 0.22 %   |
| PRN        | PRN        |          | 0.22 %   | 0.22 %   |

| Concejales | Concejales | Concejales | Concejales | Concejales |
| ---------- | ---------- | ---------- | ---------- | ---------- |
|            |            |            |            |            |
| PUSC       | PUSC       |            | 43.10 %    | 43.10 %    |
| PLN        | PLN        |            | 36.89 %    | 36.89 %    |
| PAC        | PAC        |            | 9.82 %     | 9.82 %     |
| Cantonales | Cantonales |            | 3.67 %     | 3.67 %     |
| PRC        | PRC        |            | 2.59 %     | 2.59 %     |
| ML         | ML         |            | 1.40 %     | 1.40 %     |
| PIO        | PIO        |            | 0.81 %     | 0.81 %     |
| PRN        | PRN        |            | 0.59 %     | 0.59 %     |
| C2000      | C2000      |            | 0.38 %     | 0.38 %     |
| PIN        | PIN        |            | 0.32 %     | 0.32 %     |

| Partidos                  | Partidos                                        | Votos     | %      | Síndicos | Síndicos | Concejales |
| Partidos                  | Partidos                                        | Votos     | %      | Total    | +/-      | Total      |
| ------------------------- | ----------------------------------------------- | --------- | ------ | -------- | -------- | ---------- |
|                           | Unidad Social Cristiana (PUSC)                  | 184,902   | 36.85  | 228      | -67      | 799        |
|                           | Liberación Nacional (PLN)                       | 169,660   | 33.81  | 192      | +47      | 684        |
|                           | Acción Ciudadana (PAC)                          | 63,270    | 12.61  | 14       | Nuevo    | 182        |
|                           | Movimiento Libertario (ML)                      | 16,367    | 3.26   | 4        | +4       | 26         |
|                           | Renovación Costarricense (PRC)                  | 15,665    | 3.21   | 4        | +4       | 48         |
|                           | Fuerza Democrática (PFD)                        | 6,539     | 1.30   | 0        | 0        | 8          |
|                           | Cambio 2000 (C2000)                             | 4,797     | 0.96   | 1        | Nuevo    | 7          |
|                           | Independiente Obrero (PIO)                      | 4,444     | 0.89   | 4        | Nuevo    | 15         |
|                           | Alianza para Avanzar (PAPA)                     | 4,421     | 0.88   | 0        | Nuevo    | 5          |
|                           | Alianza por San José (PASJ)                     | 4,037     | 0.80   | 0        | Nuevo    | 3          |
|                           | Auténtico Paraiseño (PAPAR)                     | 3,586     | 0.71   | 2        | Nuevo    | 6          |
|                           | Integración Nacional (PIN)                      | 3,189     | 0.64   | 1        | +1       | 6          |
|                           | Yunta Progresista Escazuceña (YPE)              | 2,670     | 0.53   | 1        | -2       | 4          |
|                           | Rescate Nacional (PRN)                          | 2,354     | 0.47   | 1        | +1       | 11         |
|                           | Del Sol (PdS)                                   | 1,844     | 0.37   | 2        | 0        | 8          |
|                           | Acción Cantonal Siquirres Independiente (PACSI) | 1,652     | 0.33   | 2        | Nuevo    | 7          |
|                           | San José Somos Todos (SJST)                     | 1,651     | 0.33   | 0        | Nuevo    | 1          |
|                           | Curridabat Siglo XXI (CSXXI)                    | 1,412     | 0.28   | 2        | +1       | 4          |
|                           | Guanacaste Independiente (PGI)                  | 1,181     | 0.24   | 2        | +2       | 9          |
|                           | Auténtico Sarapiqueño (PASAR)                   | 978       | 0.19   | 2        | Nuevo    | 9          |
|                           | Acción Quepeña (PAQ)                            | 941       | 0.19   | 0        | Nuevo    | 3          |
|                           | Cambio Ya (CYA)                                 | 833       | 0.17   | 0        | Nuevo    | 0          |
|                           | Garabito Ecológico (PEG)                        | 819       | 0.16   | 1        | Nuevo    | 3          |
|                           | Movimiento Opción Cantonal Auténtica (MOCA)     | 692       | 0.14   | 0        | Nuevo    | 0          |
|                           | Movimiento Curridabat (MCur)                    | 642       | 0.13   | 0        | Nuevo    | 1          |
|                           | Acción Laborista Agrícola (PALA)                | 544       | 0.11   | 0        | -2       | 3          |
|                           | Independiente Belemita (PIB)                    | 532       | 0.11   | 0        | 0        | 1          |
|                           | Unión Agrícola Cartaginés (PUAC)                | 503       | 0.10   | 0        | 0        | 0          |
|                           | Renacimiento Santacruceño (PRS)                 | 490       | 0.10   | 0        | Nuevo    | 0          |
|                           | Humanista de Montes de Oca (PH-MdO)             | 394       | 0.08   | 0        | 0        | 1          |
|                           | Nuevo Corredores (PNC)                          | 288       | 0.06   | 0        | Nuevo    | 1          |
|                           | Consciencia Limonense (PCL)                     | 256       | 0.05   | 0        | Nuevo    | 0          |
|                           | Humanista de Heredia (PH-Her)                   | 125       | 0.02   | 0        | 0        | 0          |
|                           | Unión General (PUGEN)                           | 62        | 0.01   | 0        | 0        | 0          |
|                           |                                                 |           |        |          |          |            |
| Votos válidos             | Votos válidos                                   | 500,080   | 96.02  |          |          |            |
| Votos en blanco           | Votos en blanco                                 | 7,733     | 1.48   |          |          |            |
| Votos nulos               | Votos nulos                                     | 13,070    | 2.50   |          |          |            |
| Total                     | Total                                           | 520,883   | 100.00 | 463      | +16      | 1854       |
| Registrados/Participación | Registrados/Participación                       | 2,306,393 | 22.64  |          |          |            |
|                           |                                                 |           |        |          |          |            |
| Fuente                    |                                                 |           |        |          |          |            |